# Open Whisper Systems
Open Whisper Systems — некоммерческая организация разработчиков открытого программного обеспечения «Signal» и др. Цель организации — развитие простого в использовании набора мобильных приложений для безопасного общения. Организация основана в 2013 году и состоит из небольшой группы разработчиков, финансируемой за счёт пожертвований и грантов, а также большого сообщества разработчиков-добровольцев. Программное обеспечение, созданное «Open Whisper Systems», распространяется на условиях свободной лицензии GNU General Public License (GPL) версии 3.

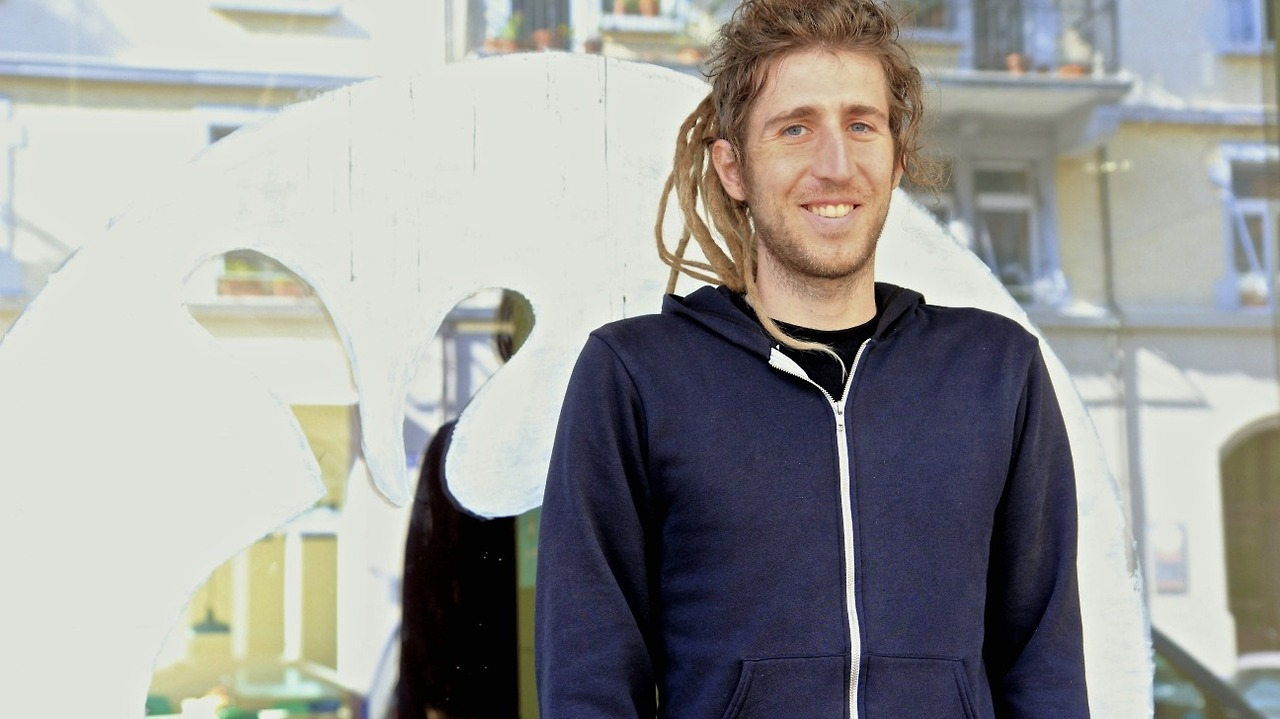
Мокси Марлинспайк, основатель OWS

С 2015 года криптография от «Open Whisper Systems» стала применяться в мессенджере WhatsApp, а с 5 апреля 2016 года весь трафик миллиарда пользователей мессенджера был защищён её алгоритмом сквозного шифрования «Signal Protocol». Этот же алгоритм реализован и в собственном мессенджере — «Signal».
Мессенджер Google Allo, выпущенный в сентябре 2016 года, также использует сквозное шифрование сообщений по алгоритму «Signal Protocol», если включить «режим инкогнито».
Приложение Facebook Messenger (900 миллионов пользователей) возможность сквозного шифрования сообщений с использованием «Signal Protocol» (опция «Секретные переписки») получило с октября 2016 года.
Приложение Skype от Microsoft начало использовать «Signal Protocol» в январе 2018 года — в iOS и Android стала доступна в тестовом режиме опция «Private Conversation».

## История
Специалист по компьютерной безопасности Мокси Марлинспайк и робототехник Стюарт Андерсон совместно основали компанию-стартап «Whisper Systems» в 2010 году. В дополнение к запуску «TextSecure» в мае 2010 года, «Whisper Systems» разработала «RedPhone» — приложение, которое обеспечивает шифрование голосовых вызовов. Они также разработали брандмауэр и инструменты для шифрования других форм данных. «RedPhone» и «TextSecure» сыграли свою роль в коммуникациях протестующих во время восстаний арабской весны.
28 ноября 2011 года Твиттер объявил, что он приобрел «Whisper Systems». Сумма сделки не разглашалась. Вскоре после приобретения «RedPhone»-услуга стала недоступна. Позднее «RedPhone» был выпущен как свободное программное обеспечение с открытым исходным кодом в июле 2012 года. За отключение сервиса Twitter подвергся критике, которая утверждала, что «RedPhone» был разработан для помощи в коммуникации людям, которых в такой коммуникации ограничивает правительство, и что это отключение оставило египтян в опасном положении во время событий революции 2011 года.
«TextSecure» было выпущено в качестве свободного и открытого программного обеспечения примерно через месяц после покупки «Whisper Systems» Твиттером. «TextSecure» с тех пор находится в открытом доступе. Проект для продолжения развития «TextSecure» был назван «Open Whisper Systems».
В своём выступлении на SXSW-2014 Эдвард Сноуден похвалил приложения «Open Whisper Systems» за простоту в использовании.

## Активные проекты
- AxolotlKit

Свободная реализация шифровального протокола «Axolotl». Она разработана в виде встраиваемой системы, которая может быть легко интегрируема с уже существующими проектами ПО. Реализация сделана на Objective-C и распространяется под лицензией GPLv2.
- «BitHub»

Экспериментальный сервис финансирования разработки программного обеспечения с открытым исходным кодом. Автоматически распределяет пожертвования в биткойнах между разработчиками ПО на GitHub, исключая возможность манипулирования финансами.
- Flock

Сервис, который синхронизирует календарь и контактную информацию на устройствах под управлением ОС «Android». Пользователь может настраивать свой собственный сервер синхронизации. ПО распространяется под лицензией GPLv3. В октябре 2015 разработчики сообщили Архивная копия от 29 сентября 2015 на Wayback Machine, что берут перерыв в разработке, так как, по их мнению, путь доработки протокола WebDAV под цели этого проекта был плохим выбором.
- «RedPhone»

Приложение для зашифрованной видео- и голосовой связи для пользователей «Android». «RedPhone» производит звонки без задержки связи, хотя и использует протокол шифрования ZRTP для построения VoIP-канала. «RedPhone» был разработан специально для мобильных устройств: его аудиокодеки и алгоритмы буферизации подстроены под характеристики мобильных сетей. Приложение использует push-уведомления, чтобы сохранить время автономной работы мобильного устройства, при этом оставаясь доступным в сети.
- Signal

Приложение с открытым кодом для зашифрованной голосовой связи и обмена зашифрованными мгновенными сообщениями для пользователей «iOS» и «Android», а также настольных операционных систем. По сравнению с другими мессенджерами имеет массу преимуществ Архивная копия от 6 марта 2016 на Wayback Machine в плане безопасности. Руководство по использованию Signal Архивная копия от 17 января 2016 на Wayback Machine. Коммуникации через «Signal» совместимы с «RedPhone» и «TextSecure» для «Android». «Signal» использует парадигму сквозного шифрования E2EE (End-to-end encryption) с Perfect forward secrecy и технологией Deniable authentication. Распространяется под лицензией GPLv3. «Open Whisper Systems» запустила десятки серверов в более чем 10 странах мира, чтобы снизить задержку при звонке. Мессенджер «Signal» рекомендован EFF и Эдвардом Сноуденом к применению как один из самых безопасных.
- «TextSecure»

Приложение для шифрованного общения с открытым исходным кодом для «Android». «TextSecure» можно использовать для отправки и получения SMS, MMS, IM. Программа отправляет сообщения через следующие доступные каналы связи: Wi-Fi, 3G или LTE. «TextSecure» использует парадигму шифрования E2EE (End-to-end encryption) с Perfect forward secrecy и технологией Deniable authentication.
- «TextSecure-IOS»

Система мгновенного обмена сообщениями для IOS с открытым исходным кодом. «Open Whisper Systems» работало над внедрением «TextSecure» в IOS с марта 2013 года. Программное обеспечение распространяется по лицензии GPLv3.
- «TextSecure-Server»

Приложение, которое поддерживает маршрутизацию для канала данных «TextSecure». Полный исходный код сервера «TextSecure» доступен на GitHub под лицензией AGPLv3. Коммуникация «клиент-сервер» защищена протоколом TLS/SSL. Связь обеспечивается программным интерфейсом «REST» и Push-сообщениями (используется как GCM так и APN). Поддерживается протокол WebSocket.

## Финансирование
«Open Whisper Systems» существует на пожертвования и гранты. Проект получает финансирование от таких организаций, как Freedom of the Press Foundation, Фонд имени Найтов, Shuttleworth Foundation, и Open Technology Fund. Так же получает финансовые средства от программы правительства США, которая также даёт гранты на развитие других проектов, связанных с безопасностью коммуникаций и анонимностью, таких как Tor и приложение зашифрованных мгновенных сообщений Cryptocat.
Участники проекта получают финансирование через автоматическую систему распределения финансов «Bithub». Система автоматически перечисляет разработчику небольшую сумму за каждое обращение к репозиториям Github; средства же перечисляются со счёта, аккумулирующего все пожертвования и гранты.